# Volker Stoltz
Volker Stoltz (* 19. Juli 1939 in Stuttgart) ist ein deutscher Volkswirtschaftler, Unternehmer und seit dem 7. Januar 2003 Honorargeneralkonsul von Eswatini in der Bundesrepublik Deutschland.

## Werdegang
In seiner Jugend war er Mitglied der Pfadfinder. Er ging 1959 nach Frankfurt und studierte zunächst an der Goethe-Universität, ehe er über die Freie Universität Berlin 1961 zur Philipps-Universität Marburg wechselte, wo er sein Studium als Diplom-Volkswirt abschloss und dort später zum Dr. phil. promovierte. Während des Studiums wurde er Mitglied der Burschenschaft Dresdensia-Rugia Frankfurt und der Vereinigten Berliner Burschenschaft Thuringia. Er war Vorsitzender des Ausschusses für burschenschaftliche Arbeit der Deutschen Burschenschaft. 1969 gründete er die Kommunikation Volker Stoltz KG mit Sitz in Bonn. Die zunächst kleine Public-Relations-Agentur hatte sich auf Kunden aus der Lebensmittelindustrie spezialisiert und wuchs schnell. Stoltz gehörte 1973 zu den Gründungsmitgliedern der Gesellschaft Public Relations Agenturen und wurde zu deren Präsident gewählt. Er verkaufte seine Firma 1988 an das damals britische Public-Relations-Netzwerk Shandwick International. Im Anschluss war er bis Mitte 1998 CEO Continental Europe/Group Affiliate Network und Mitglied des Operational Committee dieses Unternehmens. In der Folge machte er sich als geschäftsführender Gesellschafter der VS/C – Volker Stoltz Consult erneut selbständig.
Im Jahr 1983 war Stoltz zudem Gründungsmitglied der Deutsch-Namibische-Entwicklungsgesellschaft e.V., die sich mit Spenden zur Verbesserung der Lebensbedingungen in Namibia einsetzt und langfristig ausgerichtete Entwicklungsprojekte fördert. In den 1980er Jahren unterstand ihm ferner das Namibia Information Office in Bonn. Nachdem er Anfang der 1990er Jahre den Verein als Präsident geführt hatte, war er später im erweiterten Vorstand vertreten. Ab der 2000er Jahre lehrte Stoltz an der Universität Erfurt 13 Jahre lang nebenberuflich über Global Communication. In diesem semesterübergreifenden Seminar erarbeiten international zusammengestellte Studententeams verschiedener Universitäten in mehr als zehn Staaten PR-Kampagnen für bestimmte Problemstellungen. Die Präsentationen und Preiskürzungen finden jährlich auf einem Symposium in einem der Länder statt. Getragen wird das Projekt vom 2008 gegründeten gemeinnützigen GlobalCom Institut e.V., dessen Chairman auf Lebenszeit Stoltz ist.
Stoltz war in seinem Leben auch politisch aktiv. Bereits im Alter von 22 Jahren organisierte er finanziell sehr umfangreiche Wahlkämpfe der FDP. In der zweiten Hälfte der 1960er Jahre arbeitete er als einer der engsten Mitarbeiter des FDP-Bundesgeschäftsführers Hans Friderichs. Nach eigenen Angaben von Stoltz leitete er das Referat 007 für Wahlkampf, Werbung und Meinungsforschung in der Bundesgeschäftsstelle. Von 2002 bis 2009 war er FDP-Kreisvorsitzender im Landkreis Miesbach.
Stoltz ist verheiratet und Vater zweier Kinder (unter anderem ein Sohn, Jahrgang 1964). Er zog 2001 an den Tegernsee und lebt heute dort und in Berlin.

## Mitgliedschaften in Organisationen (Auswahl)
- 1969–2002: Mitglied im Council der International Public Relations Association (IPRA)
- 1973–1979: Präsident der Gesellschaft Public Relations Agenturen (GPRA)
- 1990–1994: Präsident der Deutsch-Namibische-Entwicklungsgesellschaft e.V.

## Auszeichnungen
- 1986: Verdienstkreuz am Bande des Verdienstordens der Bundesrepublik Deutschland
- 2007: Verdienstkreuz 1. Klasse des Verdienstordens der Bundesrepublik Deutschland
- 2015: Titan of the Future des World Communication Forums Davos

### Kontroverse über Auszeichnung von 1986
Um die Verleihung des Verdienstkreuzes 1986 durch Franz Möller „im Namen des Bundespräsidenten“ entspann sich eine kontroverse Debatte. In der offiziellen Begründung hieß es, Stoltz erhielte den Orden „für seine Verdienste um die Mittelstandförderung“. Er selbst beharrte jedoch darauf, dass ihm die Auszeichnung „auch für seine Beiträge zur Förderung der deutsch-namibischen Verständigung“ zugesprochen worden sei. Dies wiesen sowohl das Bundespräsidialamt als auch die Staatskanzlei des Landes Nordrhein-Westfalen und die Bundesregierung zurück. Der Spiegel schrieb, den Orden hätte jemand erhalten, der „mit zäher Energie und reichlichen Geldern des südafrikanischen Apartheidregimes die offizielle Bonner Politik im südlichen Afrika unterläuft und politischen Druck organisiert wie kaum ein anderer Bonner Lobbyist“. Stoltz wurde vorgeworfen, mit seinem Büro des Pressedienstes des Namibia Information Office die Interessen der südafrikanischen Regierung im namibischen Unabhängigkeitskrieg zu vertreten, die im von ihr verwalteten Mandatsgebiet Namibia im Juni 1985 eine international nicht anerkannte Übergangsregierung eingesetzt hätte. Diese sollte durch Öffentlichkeitsarbeit in den westlichen Staaten angeblich legitimiert werden. Stoltz organisierte für Journalisten und einzelne Bundestagsabgeordnete kostenlose Reisen nach Namibia. Dies betraf sowohl Politiker der CDU/CSU, der FDP und auch der SPD – unter anderem Klaus Hedrich, Wolfgang Rumpf oder Adolf Müller-Emmert (einer der stellv. Vorsitzenden des Parlamentarischen Namibia-Arbeitskreises des Deutschen Bundestages).
Laut Stoltz hätten insgesamt 114 Unionsabgeordnete die von Südafrika eingesetzte namibische Regierung begrüßt. Der damalige Präsident des Bundesverfassungsgerichtes, Wolfgang Zeidler, hat sich zusammen mit deutschen Verfassungsrechtlern um eine Verfassung für das unabhängige Namibia bemüht, deren Entwurf auch in den späteren Unabhängigkeitsverhandlungen Eingang fand. Zeidler betonte allerdings, sein Interesse als Privatmann und Wissenschaftler galt lediglich der Verfassung des künftigen Namibia.

## Buchveröffentlichung
- 2022: Den Spuren folgen nach Morgen (Verlag Book on Demand)